# Banque franco-serbe
La Banque franco-serbe est une ancienne banque française.

## Histoire
La Banque franco-serbe est créée en 1910, au capital de 12 000 000 de francs, par des banques françaises : la Banque impériale Ottomane (BIO), la Banque de l'Union parisienne, la Société financière d’Orient, la Société générale et MM. Bardac frères et Cie. Son siège social se trouve à Paris, 7, rue Meyerbeer et dispose d'une agence à Belgrade.
L'établissement s’occupe du financement du commerce d’exportation et de travaux publics dont la construction de chemins de fer. 

Elle reprend les agences de la BIO à Monastir et à Üsküb en 1914, après la cession à la Serbie de cette partie de la Macédoine.
Au cours des années vingt, la Banque ottomane accroîtra considérablement son emprise sur la Banque Franco-Serbe. Les agences de cette dernière seront nationalisées par les autorités yougoslaves après la Seconde Guerre mondiale.
La banque est nationalisée en 1939[réf. nécessaire].

## Directions

### Présidences
- Arsène Henry, membre du comité de la Banque impériale Ottomane[2].